# Yaudanchi
Yaudanchi (Yaulanchi, Nutaa; nazivi u pluralu glase Yauedchani, Yawilchini, Nuchawayi), pleme američkih Indijanaca porodice Mariposan nastanjeno u blizini nacionalnog parka Sequoia u Kaliforniji u okrugu Kern, koji zajedno s plemenima Bokninuwad, Wükchamni, Yokod i Gawia pripadaju skupini yokutskih plemena Tule-Kaweah Chukchansi. 
Hodge Yaudanche locira uz rijeku Tule i kod Portervillea, na području današnjeg rezervata Tule River, gdje im i danas žive potomci.
Yaudanchi ili Nutaa čije ime označava 'istočnjake' ili 'gorane' ('easterners, uplanders'—Garces) imali su svoja sela u dolini rijeke Tule uz North Fork i Middle Fork. Glavno zimsko središte bilo je Shawahtau kod Springvillea, a ostala su bila Ukun'ui (Ukunui) i možda Uchiyingetau i na Tule River rezervatu Tungoshud. 
U proljeće i rano ljeto Yaudanchi su sakupljali sjemenje u blizini Lindsaya, a u kasno ljeto i jesen nalazili bi se s ostalim plemenima na teritoriju Koyetija kod Portervillea zbog ribolova i lova na jelene.